# Данки
Данки́ — местечко (населённый пункт) в Московской области России. Входит в городской округ Серпухов.
Население — 2120 чел. (2010).

## География
Данки расположены в 12 километрах к востоку от Серпухова и в 4 километрах от федеральной трассы M2 «Крым» (98-й км). Через местечко протекает река Сушка, которую пересекает автомобильный мост. Данки расположены на трассе «Серпухов — Турово». Близлежащий населённый пункт — местечко Карпова Поляна.

## История
На карте Московской губернии Шуберта Ф. Ф. — Катериновка.
В «Списке населённых мест» 1862 года Екатериновка (Данки) — владельческая деревня 2-го стана Серпуховского уезда Московской губернии по правую сторону Бронницкого просёлочного тракта, в 12 верстах от уездного города, при безымянной речке, с 6 дворами и 33 жителями (18 мужчин, 15 женщин).
По материалам Всесоюзной переписи населения 1926 года — местечко Борисовского сельского совета Пригородной волости Серпуховского уезда, проживало 260 жителей (107 мужчин, 153 женщины), насчитывалось 25 хозяйств, имелась школа 1-й ступени, а также детский дом и дом инвалидов.
С 1929 года — населённый пункт в составе Серпуховского района Серпуховского округа Московской области. Постановлением ЦИК и СНК от 23 июля 1930 года округа́ как административно-территориальные единицы были ликвидированы.
До 1994 года Данки относились к Бутурлинскому сельсовету. В 1994 году Московской областной думой было утверждено положение о местном самоуправлении в Московской области, сельские советы как административно-территориальные единицы были преобразованы в сельские округа.
1994—2006 гг. — местечко Бутурлинского сельского округа Серпуховского района.
2006—2018 гг. — административный центр сельского поселения Данковское Серпуховского муниципального района, при этом фактически административный центр был расположен в деревне Бутурлино.

## Население
| 2002 | 2006  | 2010  |
| ---- | ----- | ----- |
| 1126 | ↗1130 | ↗2120 |

Резкий рост численности населения по данным переписи 2010 года, в сравнении с данными предыдущей переписи населения 2002 года и данными текущего учёта за 2006 год, связан с тем, что при проведении Всероссийской переписи населения 2010 года численность населения военного городка Серпухов-13 была условно включена в цифру численности населения Данков; до 2010 года население Серпухова-13 условно включалось в состав населения города Серпухова.

## Инфраструктура
- В Данках с 1960 года действует средняя общеобразовательная школа. Сюда на автобусах привозят учащихся из 11 близлежащих населённых пунктов[10].
- На территории Данков расположен Государственное бюджетное учреждение города Москвы Психоневрологический интернат № 2 Департамента труда и социальной защиты населения города Москвы. Он был построен в 1920-х годах. Это два лечебных 4-этажных корпуса, в каждом из которых по несколько отделений. В учреждении может находиться до 450 пациентов[11].
- Регулярное сообщение с райцентром осуществляется автобусами № 25, 31 и 41.

## Связь и Интернет
Услуги телефонной связи и доступа в Интернет предоставляют операторы Ростелеком, КРЕДО-ТЕЛЕКОМ, RialCom.

## Памятники
На восточной окраине поселения у трассы находится стела местным жителям — участникам Великой Отечественной войны.

## Достопримечательности
В Данках начинается Приокско-Террасный заповедник, созданный в 1945 году для сохранения и изучения интереснейшего природного комплекса Южного Подмосковья — уникальных степных растительных сообществ, а также для разведения и изучения европейского зубра как редкого реликтового вида. Здесь находится Центральная усадьба заповедника. Музей природы на территории заповедника содержит экспозицию, в которой представлены чучела всех встречающихся здесь животных и птиц.
В окрестностях местечка обнаружен археологический памятник — древнее селище (Данки-2).